# Центр культуры и народного творчества (Хакасия)
Центр культуры и народного творчества имени С. П. Кадышева — старейшее учреждение культурно-досуговой сферы Республики Хакасия, открытое в 1937 году. Здание Центра — объект культурного наследия регионального значения: взято под охрану, как памятник истории, под названием «Здание, в котором в 1941—1942 гг. формировалась 309 Пирятинская краснознаменная Ордена Кутузова II степени стрелковая дивизия».. Расположено в центральной части города Абакана.

## История
Это первое крупное многофункциональное общественное здание города. Архитектурная стилистика здания является примером соединения элементов постконструктивизма с декоративным оформлением в стиле советской неоклассики. Это яркий пример организации планировочной и пространственной структуры градостроения советского периода 1930—1950-х годов. Здание играет важную роль в формировании художественного, эстетического и эмоционального образа центра города Абакана.
Здание строилось с 1932 по 1940-й годы, как областной Дом культуры Хакасской автономной области. Проект здания был составлен организацией «ЗапСибпроект», автор проекта — архитектор Бриканов.
В 1937 году первая очередь областного Дома культуры вступила в строй. При нём образуются передвижные агитационно-художественные бригады, создаются кружки художественной самодеятельности. Работают театр, музыкальная школа, студия радиовещания и другие культурные и общественные заведения. Здесь проходили все торжественные областные мероприятия и совещания.
В период Великой Отечественной войны по приказу Сибирского военного округа № 0093 от 03.12.1941 на территории Хакасской автономной области было начато формирование 449-й стрелковой дивизии, в 1942 году она была переименована в 309-ю стрелковую дивизию. В областном Доме культуры разместили учебный батальон (где проходил обучение младший офицерский состав) и офицерскую столовую. Дивизия прошла с боями от Дона до Одера. За успешно проведённые бои по овладению городом Пирятин (Украина) 19 сентября 1943 года дивизии присвоено почётное наименование — Пирятинская. На здании установлена мемориальная доска с текстом: «В этом здании в 1941—1942 гг. формировалась 309-я Пирятинская Краснознаменная ордена Кутузова 2-й степени стрелковая дивизия».

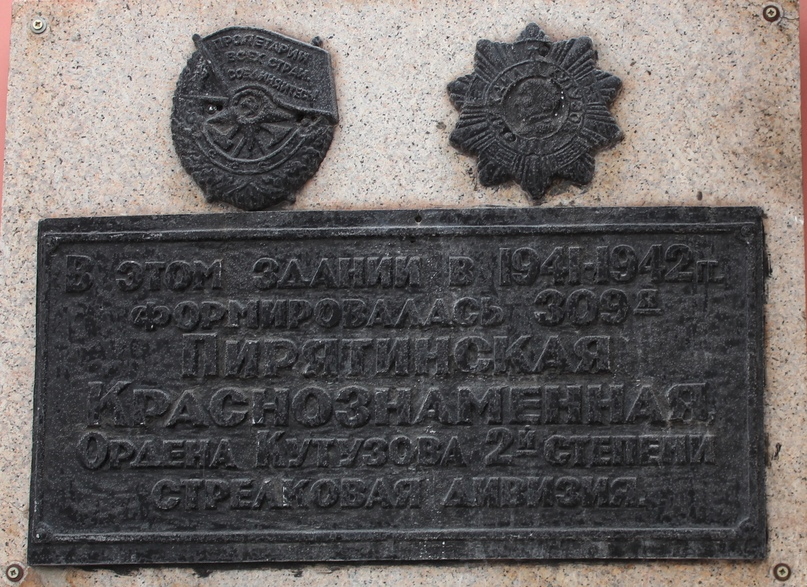
Мемориальная доска

В 1950—1980 годах при Доме культуры начинают работу базовые коллективы художественной самодеятельности, ставшие визитной карточкой Хакасии не только в нашей стране, но и за рубежом. В 1950 году основан академический хор, в 1956 году — театр юного зрителя (ТЮЗ), в 1957 году — первый национальный ансамбль песни и танца «Жарки», в 1959 году образован Дом народного творчества, в 1967 году — русский народный хор. В 1975 году создается ансамбль бального танца «Тарина», в 1989 году — хакасский фольклорный ансамбль «Чон коглери» («Народные мелодии»).

Памятник хайджи перед входом

С 1950 года Дом культуры проводит слеты чатханистов. В 1960-е годы ансамбль"Жарки", русский народный хор выступали с гастролями в Москве, Молдавии, Бельгии, Монголии, Франции, принимали участие во всесоюзных фестивалях и конкурсах.
С 1980 года в республике широко отмечается национальный праздник Тун пайрам, его организатором также выступает Центр культуры и народного творчества им. С. П. Кадышева. Ежегодно Центр культуры проводит республиканский национальный праздник Чыл пазы — Новый год по-хакасскому календарю (с 1994 года), Чир Ине — День Земли (с 1997 года).
Согласно Постановлению Правительства Республики Хакасия № 17 от 22.01.2002 путем слияния Республиканского Дома культуры и Республиканского центра народного творчества был создан РГУ «Центр культуры и народного творчества им. С. П. Кадышева».
Ежегодно в ЦК и НТ им. С. П. Кадышева проходит свыше 250 мероприятий: республиканские фестивали и конкурсы, праздники по всем видам самодеятельного народного творчества, выставки изделий декоративно-прикладного и изобразительного творчества. Центр оказывает методическую и практическую помощь культурно-досуговым учреждениям Республики Хакасия.